# حاکم هوآی چین
حاکم هوآی از چین (به چینی: 秦懷公؛ مرگ ۴۲۵ پ. م)؛ فرمانروای ایالت چین در دودمان ژو از ۴۲۸ پ. م تا ۴۲۵ پ. م بود. ایالت چین در آینده همه کشور چین را یکپارچه ساخت و تبدیل به دودمان چین شد. نام اجدادی او یینگ (嬴) و حاکم هوآی نام پسامرگ او بود.
حاکم هوآی پسر کوچک‌تر حاکم لیگونگ چین بود که در ۴۴۳ پ. م درگذشت و حاکم زائو چین، برادر بزرگ‌تر حاکم هوآی جانشین وی شد. هنگامی که حاکم زائو در ۴۲۹ پ. م درگذشت، حاکم هوآی به ایالت جین تبعید شده بود. او به چین بازگشت و تاج و تخت را در اختیار گرفت.
در سال ۴۲۵ پ. م، سردار چین، چائو (鼌) و سایر وزیران به حاکم هوآی حمله کردند و او را محاصره کردند؛ در نتیجه حاکم هوآی خودکشی کرد. از آنجایی که پسر حاکم هوآی، ولیعهد ژائوزی (昭子) زودتر درگذشته بود، وزیران حاکم لینگ چین، پسر ژائوزی را بر تخت سلطنت نشاندند. حاکم هوآی همچنین یک پسر کوچک‌تر داشت که بعداً به نام حاکم جیان چین، جانشین حاکم لینگ شد.